# 櫛代賀姫神社
櫛代賀姫神社（くししろかひめじんじゃ）は島根県益田市にある神社である。式内社で、旧社格は県社。獅子舞・角力・針供養の三つの特殊神事が知られている。

## 祭神
櫛代賀姫命（くしろかひめのみこと）を祭神とし、応神天皇を合祀している。東に40キロメートル離れた浜田市久代町には式内社・櫛色天蘿箇彦命神社（くしろあめのこけつひこのみことのじんじゃ）がある。

## 歴史
社伝によると往古大浜大谷浦に鎮座していたという。その後大同元年（806年）緒継浜に遷座し、万寿三年（1206年）高波によって海底に没した後、現在地の明星山にへ遷座した。応神天皇を合祀してからは「濱八幡宮」「濱の八幡」と称した。
明治五年（1872年）村社に列せられ、大正八年（1919年）郷社、昭和十二年（1937年）県社に列せられた。

## 伝説
社伝で、古代、櫛代族が瀬戸内海から日本海を俎上、鎌手大浜の地に上陸したとされている。
鎌手大谷の女島（姫島）・男島（彦島）で櫛代賀姫命と櫛色天蘿箇彦命が逢引する。櫛色天蘿箇彦命は頬かむりして通うが、いつの間にかずれてしまう。それが月の満ち欠けだというあどけない伝説がある。
なお櫛代造は（くししろのみやつこ）は和邇氏同族で、彦武宇志命の後裔とされる。